# Jacques Callot
Jacques Callot (oko 1592. – 1635.) bio je barokni grafičar i crtač iz kneževine Lorraine.  Veoma važna osoba u razvoju majstorskih otisaka. Napravio je preko 1400 detaljnih bakropisa koji kronološki opisuju život njegova vremena, uključujući vojnike, klaune, pijanice, Rome, prosjake, ali i dvorski život. Također je napravio brojne grafike vojne i vjerske tematike s detaljnim dubokim pejzažima u pozadini.

## Život i djelovanje
Callot je rođen i umro u Nancyju, glavnom gradu pokrajinske kneževine Lorraine, danas u Francuskoj. Do[ao je iz cijenjene obitelji (njegov otac je bio organizator svečanosti na kneževom dvoru), i često je upisivao na svoje grafike plemićki potpis. Kad je imao petnaest godina primljen je u zlatarsku radionicu, ali je ubrzo otputovao u Rim gdje je naučio tehniku bakroreza od sunarodnjaka Francuza Philippea Thomassina. Vjerojatno je učio tehniku bakropisa s Antoniom Tempestom u Firenci, gdje je živio od 1612. – 1621. Preko 2,000 skica u crtežu i studija za grafike je očuvano, ali niti jedna njegova slika, te vjerojatno nije ni učio za slikara.
Za vrijeme svog firentinskog perioda postao je neovisan majstor i radio je za dvor obitelji Medici. Nakon smrti dužda Cosima II. de' Medicija 1621., vratio se u Nancy gdje je proveo ostatak života, povremeno putujući u Pariz i Nizozemsku. Njegovi naručitelji su bili kneževi Lorriane, Francuska i Španjolska, a izdavači većinom u Parizu. Iako je ostao u zabačenom Nancy-ju, njegove grafike su se distribuirale po cijeloj Europi; Rembrandt je bio njihov odani kolekcionar.
Callot je bio izvanredan tehničar i zaslužan je za mnoge inovacije u bakropisu.  Razvio je tehniku échoppe, vrstu igle za bakropis s ovalnim rezom na kraju koja je omogućavala da se dobiju vijugave linije poput onih u bakrorezu. On je i unaprijedio recept za bakropis koristeći omekšivač koji su koristili graditelji Lutnji, umjesto voštane baze. Time su linije postajale dublje i matrici je produljeno trajanje. Također je usavršiju tehniku „stopiranja“, tj. postupnog izlaganja ploče djelovanju kiseline i boljoj zaštit onih dijelova koje autor želi ostaviti bijelima.
Njegov sljedbenik, parižanin Abraham Bosse proširio je Callotove inovacije širom Europe svojim prvim instrukcijama za bakropis, koje su prevedene na talijanski, nizozemski, njemački i engleski.

## Užasi rata
Njegove najpoznatije grafike su dvije serije grafika na temu „ Užasi i nesreće rata“, poznate i kao „Les Grandes Miseres“ iz 1633. g. (18 grafika) kao i ranije nedovršene „Les Petites Miseres“ – odnoseći se na njihove dimenzije, velike i male (iako su i velike samo 8 x 13 cm).  Ove nepomične slike prikazuju vojnike u pljački i paležu kroz gradove, sela i samostane, te njihovo uhićenje i osudu od strane nadređenih, te njihovo vješanje od strane seljaka, ili spas pojedinaca samo da bi živjeli kao osakaćeni prosjaci. Godine 1633., kada su izdate velike grafike, Lorraine je doživjela okupaciju od francuskih vojnika u tridesetogodišnjem ratu i Callotova vizija se još uvijek, pored Goyine Los Desatres de la Guerra (Užasi rata), koja je inspirirana Callotovim grafikama, smatra najjačim umjetničkim prikazom nehumanosti rata.

## Drugi značajni radovi
- velika serija prikazujući commedia dell arte figure pod nazivom Balli di Sfessania, zapravo karikature – u stilu dok je bio u Firenci.
- Serija o Životu Krista i Marije.
- Serija o razmetnom sinu.
- Div Tifeo ispod planine Ischia (1617.)
- Sajam kod Impruneta (1620.)
- sajam kod Gondrevillea (1624.)
- Iskušavanje sv Antuna (1630., muzej Ermitaž)Iskušavanje sv Antuna  Arhivirana inačica izvorne stranice od 23. lipnja 2008. (Wayback Machine)

## Vanjske poveznice
- Bodkin Prints – Poveznice za preko 1000 Callotovih otisaka (vidi odjeljak B)  Arhivirana inačica izvorne stranice od 23. kolovoza 2016. (Wayback Machine)
- Jacques Callot na Internetu s Artcyclopedia.
- Jacques Callot crteži i grafike  Arhivirana inačica izvorne stranice od 9. svibnja 2008. (Wayback Machine)